# Línia R8 (Rodalia de Barcelona)
La línia R8 és un servei ferroviari de rodalia que forma part de Rodalies de Catalunya, operat per Renfe Operadora, que circula per les línies de ferrocarril d'ample ibèric propietat d'Adif. El servei, que circula des del 26 de juny de 2011, connecta les estacions de Martorell Central i Granollers Centre sense passar per Barcelona, a través de la línia Castellbisbal / el Papiol - Mollet.

## Història

### Rodalies
El 1980 RENFE va crear Cercanías, en el marc d'un pla de millores per "trencar la mala imatge de Renfe", que va suposar la instauració de 162 serveis de rodalia nous i la millora d'altres existents, el Plan General Ferroviario va suposar la modernització de la xarxa. El 1984 la companyia va passar a organitzar-se en unitats de negoci creant Cercanías Renfe, posteriorment Rodalies Renfe a Catalunya, i l'any 1985 es va reoganitzar i va sorgir un nou disseny per al servei de rodalia.
Anteriorment Renfe Operadora utilitzava una C de Cercanías per numerar les línies. Posteriorment van conviure amb la R de Rodalies fins al traspàs del servei de "Rodalies Barcelona" a la Generalitat de Catalunya, que es va fer efectiu l'1 de gener de 2010, i la lletra R va passar a ser l'única lletra distintiva dels serveis de rodalia de Barcelona.

### Línia
La línia R8 es posa en marxa el 26 de juny de 2011, després de l'adaptació completa al tràfic de viatgers de la línia orbital el Papiol – Mollet del Vallès, els orígens de la qual es remunten a 1982, quan es va posar en servei una nova línia ferroviària per evitar que els trens de mercaderies circulessin per la ciutat de Barcelona. Totes les estacions actuals ja van ser construïdes, però no van donar servei de viatgers fins després de molts anys.
Així, el 1995 va entrar en servei l'estació de Cerdanyola-Universitat, dins d'una nova llançadora que comunicava Barcelona amb la Universitat Autònoma de Barcelona.
El 16 de maig de 2005 es va inaugurar l'R7 de rodalia i l'inici del servei es faria el 23 de maig de 2005, amb un trajecte que enllaçava llavors l'Hospitalet de Llobregat amb Barcelona, Cerdanyola del Vallès i Martorell.
La configuració actual es concreta el 26 de juny de 2011, en què es crea la nova línia R8 (Martorell - Granollers Centre per Cerdanyola Universitat), utilitzant tot l'antic ramal de mercaderies i sectors de les línies R4 i R2 per connectar les poblacions de Martorell i Granollers. D'aquesta manera, es crea la primera línia de rodalia amb un traçat completament extern a la ciutat de Barcelona que connecta el Baix Llobregat amb el Vallès.

## Característiques generals
Pendent de realitzar els estudis d'aforaments, hi circulen una mitjana de 32 trens cada dia laborable. Un total de 40,2 quilòmetres de longitud fent parada a 8 estacions. Té connexions amb les línies R2, R4 i R7 i serveis regionals de Rodalies de Catalunya. Les estacions terminals són Martorell Central, per una banda, i Granollers Centre, per l'altra.
El servei transcorre principalment per les següents línies de ferrocarril:
- Línia Barcelona-Martorell-Vilafranca-Tarragona, en el tram entre Martorell Central i Castellbisbal.
- Línia Castellbisbal / el Papiol - Mollet
- Línia Barcelona-Granollers-Girona-Figueres-Portbou, en el tram entre Sant Fost i Granollers Centre.

## Estacions

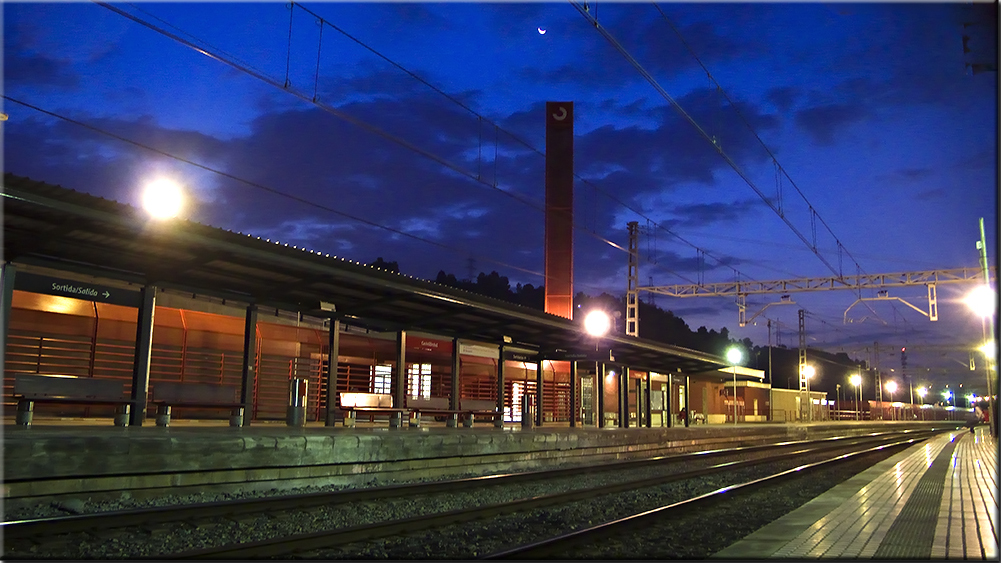
Estació de Castellbisbal.

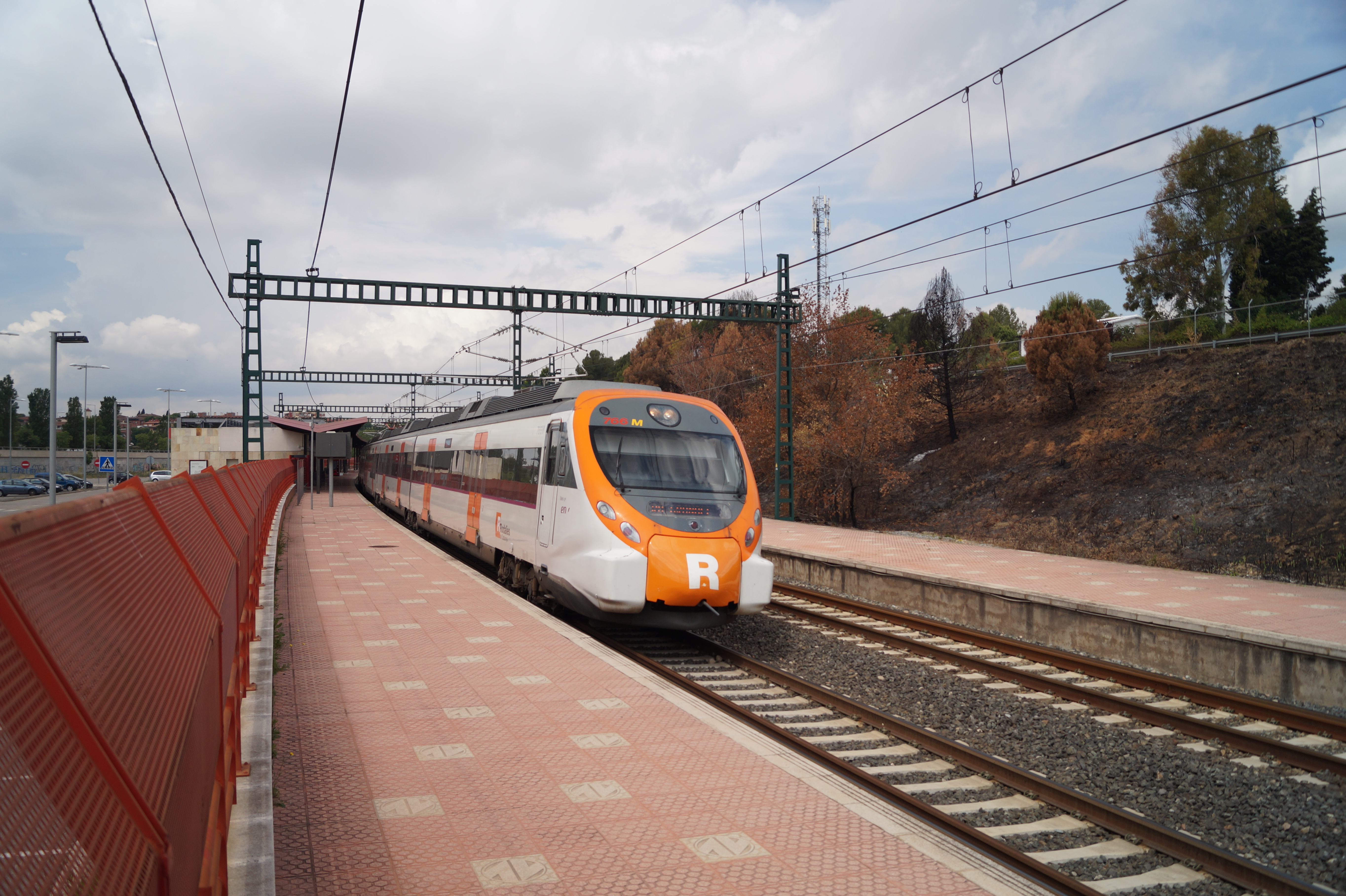
R8 direcció Granollers amb una unitat Civia a Sant Cugat-Coll Favà

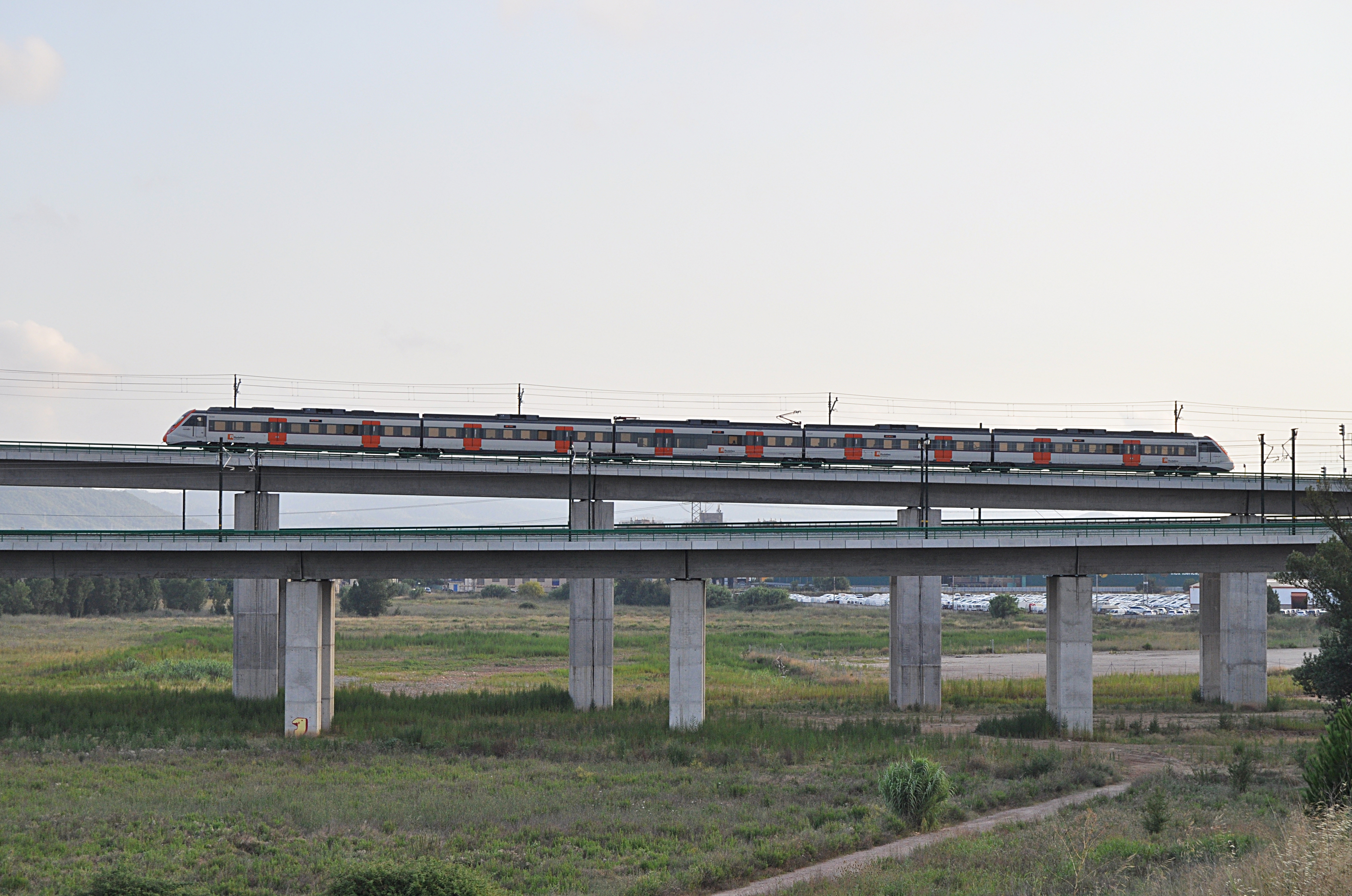
R8 Granollers amb un Civia a un dels viaductes del Nus de Mollet

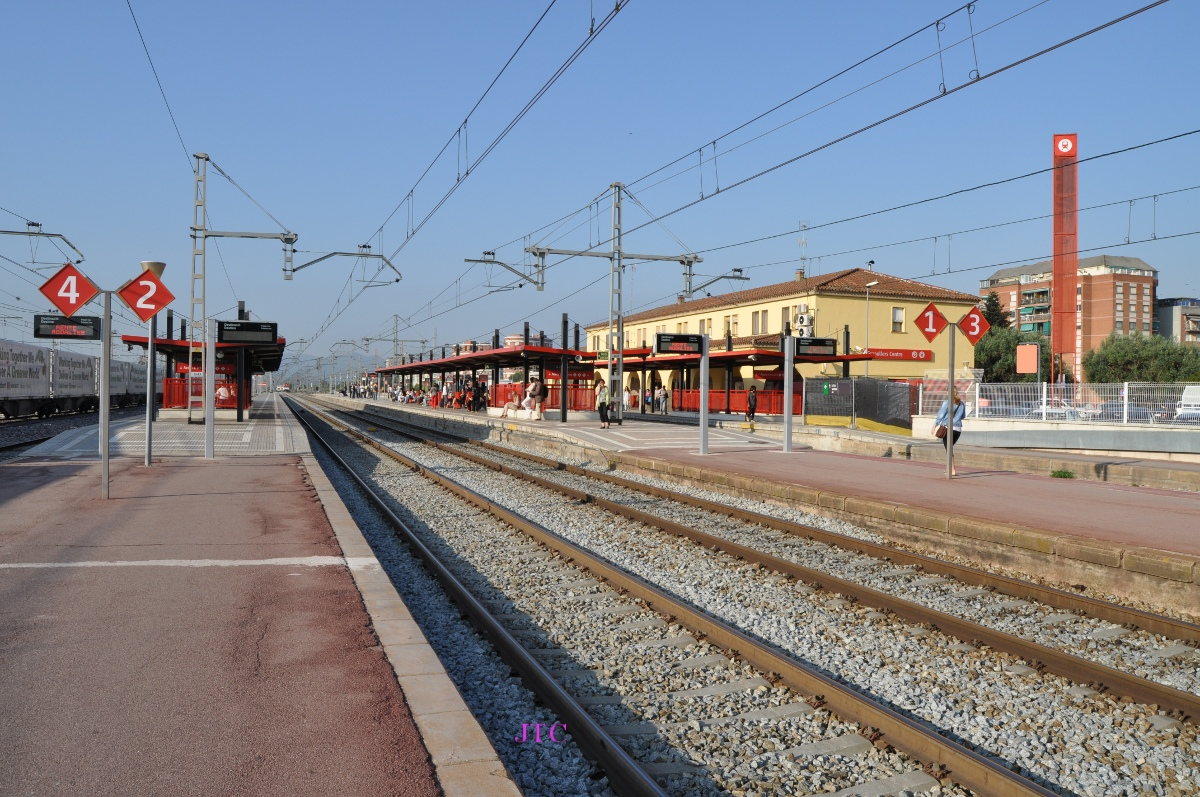
Estació de Granollers Centre.

Hi ha una estació de la línia que està inclosa en l'Inventari del Patrimoni Arquitectònic Català: Montmeló.
| Estació                                  | Municipi                 | Correspondències | Zona         | Zona ATM     |
| ---------------------------------------- | ------------------------ | ---------------- | ------------ | ------------ |
| Martorell Central                        | Martorell                | R50 · R60        | 3            | 3B           |
| Castellbisbal                            | Castellbisbal            |                  | 3a           | 2B           |
| Rubí Can Vallhonrat                      | Rubí                     |                  | 3            | 2C           |
| Sant Cugat Coll Favà                     | Sant Cugat del Vallès    |                  | 3            | 2C           |
| Cerdanyola Universitat                   | Cerdanyola del Vallès    |                  | 3            | 2C           |
| Baricentro                               | sense servei             | sense servei     | sense servei | sense servei |
| Santa Perpètua de Mogoda Riera de Caldes | Santa Perpètua de Mogoda |                  | 2            | 2D           |
| Mollet - Sant Fost                       | Mollet del Vallès        |                  | 2            | 2D           |
| Montmeló                                 | Montmeló                 |                  | 2            | 2D           |
| Granollers Centre                        | Granollers               |                  | 3            | 3D           |